# Le Cygne (Baudelaire)
Pour les articles homonymes, voir Le Cygne.
 (décembre 2020).
Le Cygne est un poème de Baudelaire, publié dans la section « Tableaux parisiens » des Fleurs du Mal.
Quatrième poème de la section, il entame une série de trois poèmes dédiés à Victor Hugo. Il est le deuxième poème de la section nommé d'après l'un de ses personnages.
Il est composé de deux parties comportant respectivement 7 et 6 quatrains d'alexandrins. Les rimes sont croisées et respectent l'alternance entre rimes masculines et rimes féminines.

## Étude

### Les personnages

#### Andromaque
Femme d'Hector, héros troyen tué par Achille lors de la Guerre de Troie, elle devient, après la chute de Troie, captive de Pyrrhus (aussi appelé Néoptolème), le fils d'Achille, qui fait d'elle sa concubine. Son fils Astyanax est tué par les Grecs. Elle épouse plus tard Hélénus, sans jamais oublier Hector. Andromaque est l'emblème de la veuve éplorée, de la mère endeuillée, et renvoie à de nombreux éléments : l'Iliade, l'Énéide, la tragédie 'Andromaque' de Jean Racine, etc. Son portrait dans le poème est construit par des oppositions et des antithèses : "bras d'un grand époux" / "tombeau vide", "la main du superbe Pyrrhus" / "vil bétail"... Elle est aussi l'allégorie de l'exilé.

#### Le cygne
Blanc et pur, il symbolise la métamorphose. Il est ridicule sur terre, hors de son élément naturel (on peut le comparer ici à L'Albatros). Il est porteur, comme celui-ci, d'une antithèse ("ridicule et sublime"). On peut noter l'allitération en [s], dans "Je pense à mon grand cygne, avec ses gestes fous", et en [i], dans "Comme les exilés, ridicule et sublime / Et rongé d'un désir sans trêve !". Il fait référence, entre autres symboles, au "chant du cygne".

#### La négresse
Son portrait est bâti sur des antithèses : la "boue", la "muraille", le "brouillard" font écho aux "cocotiers" et à la "superbe Afrique". On note cette fois des allitérations en [ l ], dans "Derrière la muraille immense du brouillard". 
La "négresse" renvoie sans doute aussi à Jeanne Duval, la première maîtresse de Baudelaire, qui était une femme mulâtresse.

#### Les orphelins
Ceux-ci font écho à la louve romaine ; ils sont comparés à des fleurs flétries et figées.

#### Les autres
Le poème, ouvert, se termine sur une énumération. Les personnages sont par ailleurs banalisés, avec l'emploi de l'indéfini "quiconque".

#### Conclusion
Ces êtres sont unis par la perte, et sont des figures, des allégories d'exilés, faisant écho à l'exil de Victor Hugo, à qui le poème est dédié (il lui a fallu quitter la France pour les îles anglo-normandes, du fait de son opposition au règne de Napoléon III). Le poète choisit des figures de moins en moins sublimes, de plus en plus communes, et les met implicitement en relation les unes avec les autres, tout comme il a "animalisé" Andromaque ("vil bétail"), et, à l'inverse, "humanisé" le cygne ("avec ses gestes fous").

### La réminiscence
La mémoire du poète est fécondée par le Paris des grands boulevards.
On relève ici le champ lexical de la pensée : le souvenir, qui "Sonne à plein souffle du cor", rappelle la mort de Roland dans La Chanson de Roland, mais aussi "mes chers souvenirs sont plus lourds que des rocs" ; les allitérations en [s] et en [r] sont ici co-présents, et l'on note que "cor" et "roc" sont des palindromes. Le souvenir passe du pluriel au singulier, du poids à la légèreté, de la matière à la musicalité, de la banalisation à la valorisation. Les correspondances, les allégories et les images redonnent vie aux souvenirs figés par le spleen. Le poète apparaît comme figé sur un rêve inaccessible, ce qu'accentue la répétition de "jamais", mot mis en valeur par un rejet.

### Structure
Le poème est structuré en miroir par un chiasme : on va d'Andromaque au cygne, et du cygne à Andromaque. Les répétitions sont nombreuses : "souvenir", "superbe", "vieux", "maigre"...

### Le changement deParis
Les mutations de Paris rythment le poème, ce qui rappelle Notre-Dame de Paris de Victor Hugo - à qui est dédié le poème. On terminera en notant l'opposition de deux champs lexicaux : celui de l'architecture (exprimant une idée de stabilité) et celui de la mutation. Le poète clôt en évoquant avec regret une ville bouleversée par les changements hausmanniens.